# 엘리자베스 블랙번
엘리자베스 헬렌 블랙번(영어: Elizabeth Helen Blackburn, 1948년 11월 26일~, 오스트레일리아 태즈메이니아주)은 미국 캘리포니아 대학교 샌프란시스코(UCSF)의 생물학 및 생리학 교수로 재직중인 분자생물학자이다.

## 업적
1982년 말단소립(Telomere)이 염색체를 보호하는 원리 규명 및 1984년 말단소립 복제효소(Telomerase)를 발견한 공로로 캐럴 그라이더, 잭 쇼스택과 함께 2009년 노벨 생리학·의학상을 공동 수상하였다.

## 학력
- 1962~1966년: 멜버른 유니버시티 고등학교 (졸입)
- 1966~1970년: 멜버른 대학교 생화학과 (학사)
- 1970~1971년: 멜버른 대학교 대학원 생화학과 (석사)
- 1973~1975년: 케임브리지 대학교 대학원 분자생물학 (박사)

## 생애
그녀는 1948년, 오스트레일리아의 태즈메이니아주의 호바트(Hobart)에서 의사 부부인 해롤드 블랙번과 마르시아 블랙번의 딸로 태어났다. 가족들과 함께 멜버른으로 이사하기 전까지 그녀는 그 지역에 있는 브로드랜드 하우스 스쿨을 다녔다. 멜버른으로 옮겨간 뒤에는 1966년 멜버른 유니버시티 고등학교를 졸업하고 멜버른 대학교에 입학하였다. 그녀는 그 곳에서 전액 장학금을 받으며 1970년 생화학과 학사과정을 이수하였으며, 졸업 후에는 영국 케임브리지 대학교에서 1975년에 분자생물학 박사학위를 취득하였다. 이후 미국으로 건너가 예일 대학교에서 2년간 박사후 연구과정으로 분자세포생물학을 공부하였다.
1978년, 블랙번은 캘리포니아 대학교 버클리의 분자생물학과 교직원으로 임용되었다. 1990년에는 캘리포니아 대학교 샌프란시스코 미생물 및 면역학과로 옮겨갔으며, 1993년부터 1999년까지 학과장을 역임하였다. 솔크 연구소의 객원 연구원 자격으로 각종 연구에 참여하기도 하였다.
한 때 미국암연구학회 회장을 역임하였으며, 최근에는 스트레스가 말단소립과 말단소립 복제효소에 미치는 영향에 대해 연구하고 있다.

## 생명윤리
블랙번은 2001년 미국 조지 W. 부시 대통령의 생명윤리자문위원회 위원으로 발촉되었다. 그러나 그녀는 줄기세포 연구를 엄격히 통제해야 한다는 조지 W. 부시 대통령의 생각과는 상반되는 논리를 펴다가 2004년에 위원회에서 해임되었다. 다수의 과학자들은 그녀의 해임은 부당한 조치이며, 다분히 정치적인 의도가 포함되어 있다고 주장하였다.
그녀는 현재 미국 유전정책연구소(GPI)의 과학자문위원으로 활동하고 있다.

## 기타
블랙번은 존 W. 세닷과 결혼하여 자녀 한 명을 낳았다.
2007년, 그녀는 타임이 선정한 '세계에서 가장 영향력 있는 100인'에 선정되었다.